# Libětice (Hlavňovice)
Libětice jsou malá vesnice, část obce Hlavňovice v okrese Klatovy v Plzeňském kraji. Nachází se asi 1,5 kilometru východně od Hlavňovic. Libětice leží v katastrálním území Pích o výměře 2,06 km².

## Historie
První písemná zmínka o vesnici pochází z roku 1336.

## Obyvatelstvo
| Rok            | 1869 | 1880 | 1890 | 1900 | 1910 | 1921 | 1930 | 1950 | 1961 | 1970 | 1980 | 1991 | 2001 | 2011 | 2021 |
| -------------- | ---- | ---- | ---- | ---- | ---- | ---- | ---- | ---- | ---- | ---- | ---- | ---- | ---- | ---- | ---- |
| Počet obyvatel | 119  | 91   | 93   | 88   | 86   | 92   | 87   | 78   | 73   | 59   | 50   | 39   | 33   | 27   | 36   |
| Počet domů     | 14   | 14   | 14   | 14   | 14   | 14   | 15   | 18   | 18   | 18   | 17   | 18   | 21   | 21   | 22   |

## Obecní správa
Při sčítání lidu v letech 1850–1959 Libětice byly osadou obce Pích v okrese Sušice. Od roku 1960 jsou částí obce Hlavňovice v okrese Klatovy.

## Rodáci
František Mareš (1919–2008), československý pilot RAF

## Galerie

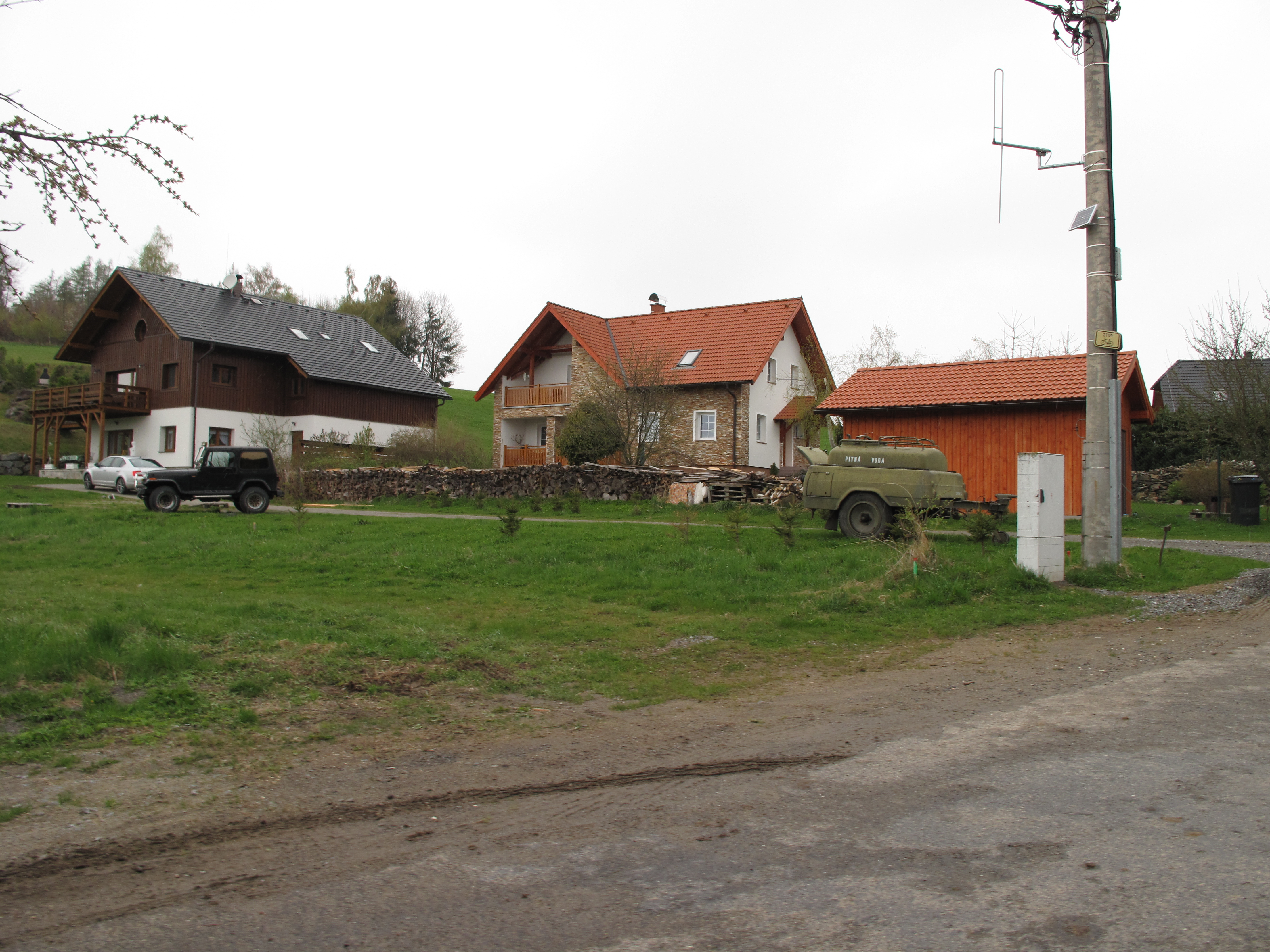
Domy
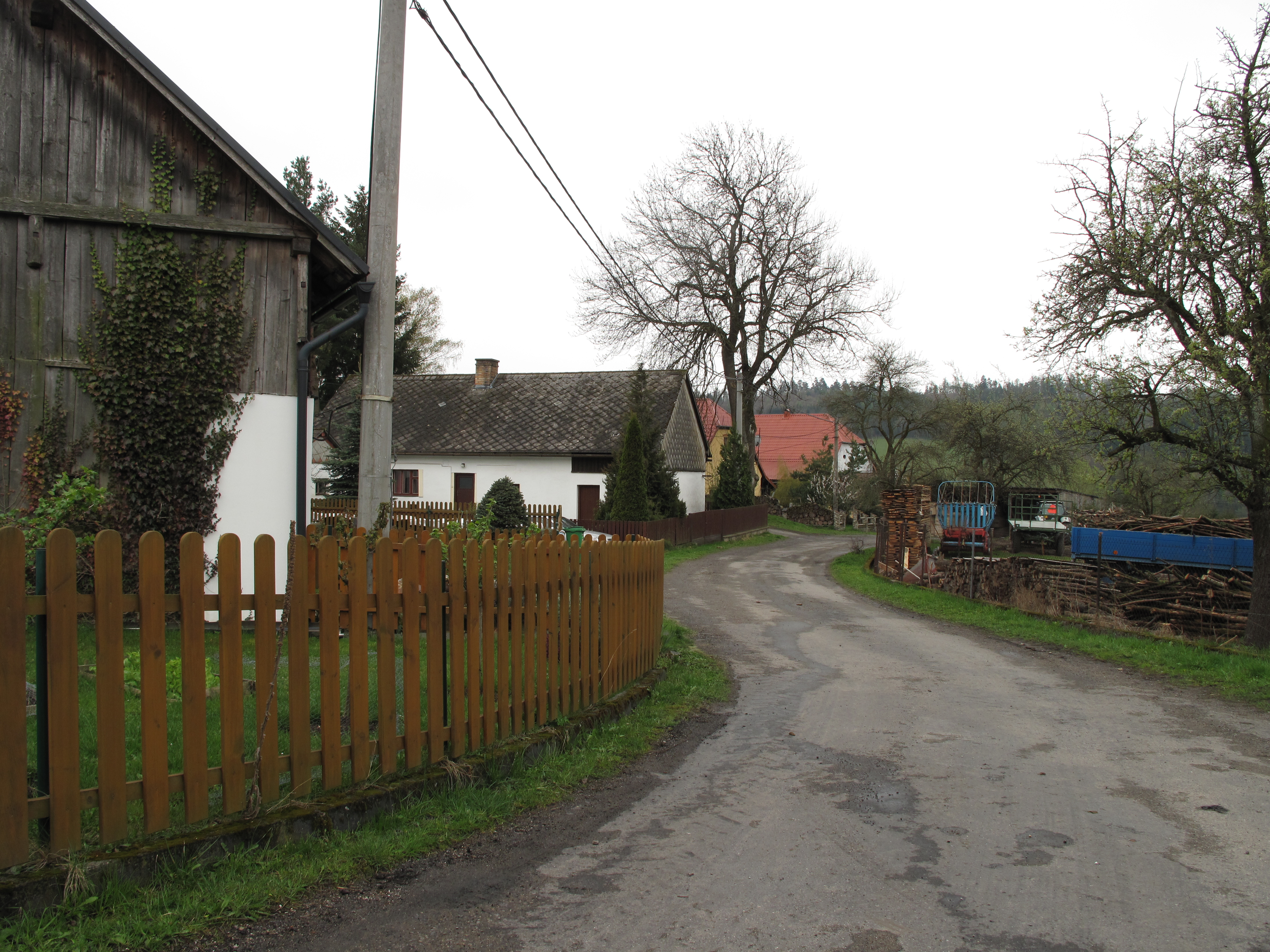
Cesta obcí
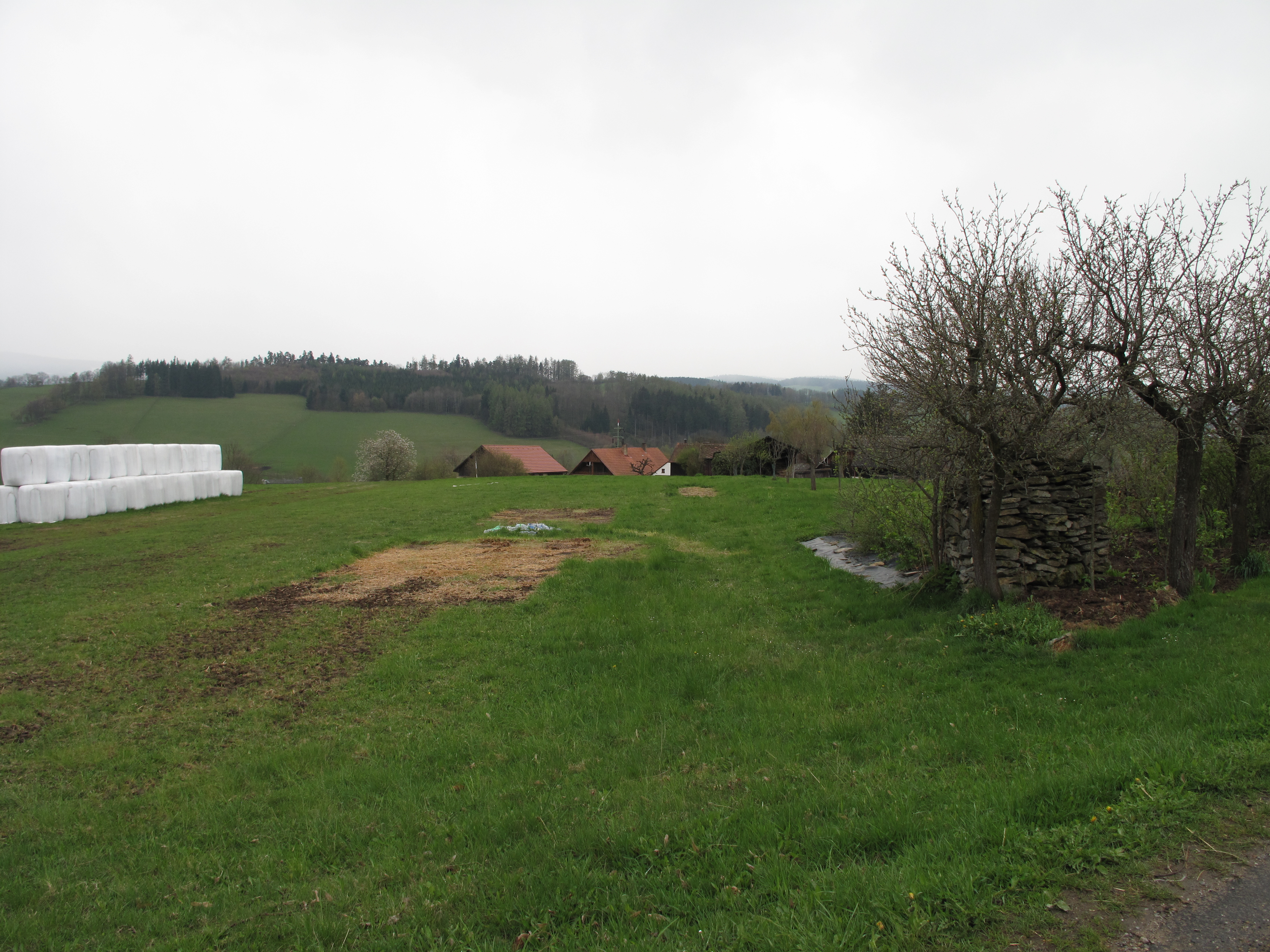
Pohled na Libětice shora